# Retarder
Retarder är en hjälpbroms som kompletterar ordinarie friktionsbaserade bromssystem på tunga fordon, t.ex. lastbilar, bussar och spårbundna fordon.
Ett trafiksäkerhetsproblem med friktionsbaserade ordinarie bromssystem är att de kan drabbas av "fading" (bromsverkan avtar snabbt) när de används intensivt under en längre period, t.ex. om en buss körs i en lång brant nedförsbacke. Ett ekonomiskt problem är att friktionsbromsar så som "hjulbromsar" (trumbromsar, skivbromsar) slits ut och måste ges kostsamt underhåll. Av dessa skäl är många tunga fordon försedda med ett kompletterande hjälpbromssystem som inte är friktionsbaserat. 
Retardern är en typ av hjälpbroms, medan avgasbroms är en annan typ av hjälpbroms. Båda dessa typer av hjälpbromssystem verkar - till skillnad från huvudbromssystemet - enbart på drivhjul, dvs inte på styrhjul, löphjul eller stödhjul. Detta kan på mycket halt väglag så som glattis medföra sladdrisk (jämför med att i personbil göra en handbromssladd). Därför bör retardern vid landsvägskörning på svår halka vara helt avstängd eller inställd på låg effekt.

## Manövrering
Retardern kan styras av ett handreglage på instrumentpanelen eller av bromspedalen. Scania fick på 90-talet patent på retardersystem integrerade med bromspedalen och införde dessutom automatisk "downhill speed control".

## Konstruktion
Det finns dels hydrauliska och dels elektromagnetiska retardersystem.

### Hydraulisk
Den på lastbilar vanligt förekommande hydrauliska retardern är placerad längst bak på fordonets växellåda, och består av bland annat ett pumphjul och ett turbinhjul. När man ansätter retardern trycks olja in, med hjälp av tryckluft, i retarderhuset och pumphjulet gör att oljan rör på sig och pressas sedermera mot turbinhjulet. Turbinhjulet kan inte rotera, vilket orsakar en fördröjning av oljeflödet och pumphjulet bromsar fordonet. När oljan bromsar upp pumphjulet i retarderhuset uppstår en ansenlig mängd värme, som kyls bort med hjälp av en värmeväxlare kopplad till motorns kylsystem. 
Intarder är en slitagefri hydrodynamisk broms för lastbilar och bussar, vars funktionsätt mycket liknar en retarder. Den är utvecklad av ZF, och kallas ibland också för "sekundär retarder". Namnet intarder är en sammandragning av integrerad retarder. 

### Elektromagnetisk
Ett exempel på elektromagnetisk retarder är så kallad telmabroms.